# 湾岸戦争症候群
湾岸戦争症候群（わんがんせんそうしょうこうぐん、Gulf War Syndrome）とは、1991年の湾岸戦争に従軍したアメリカ軍・イギリス軍等の多国籍軍兵士に、集団的に発生したとされる脱毛症・疲労感・痛み・記憶障害・倦怠感や関節痛などの一連の病状を総称したものである。

## 概要

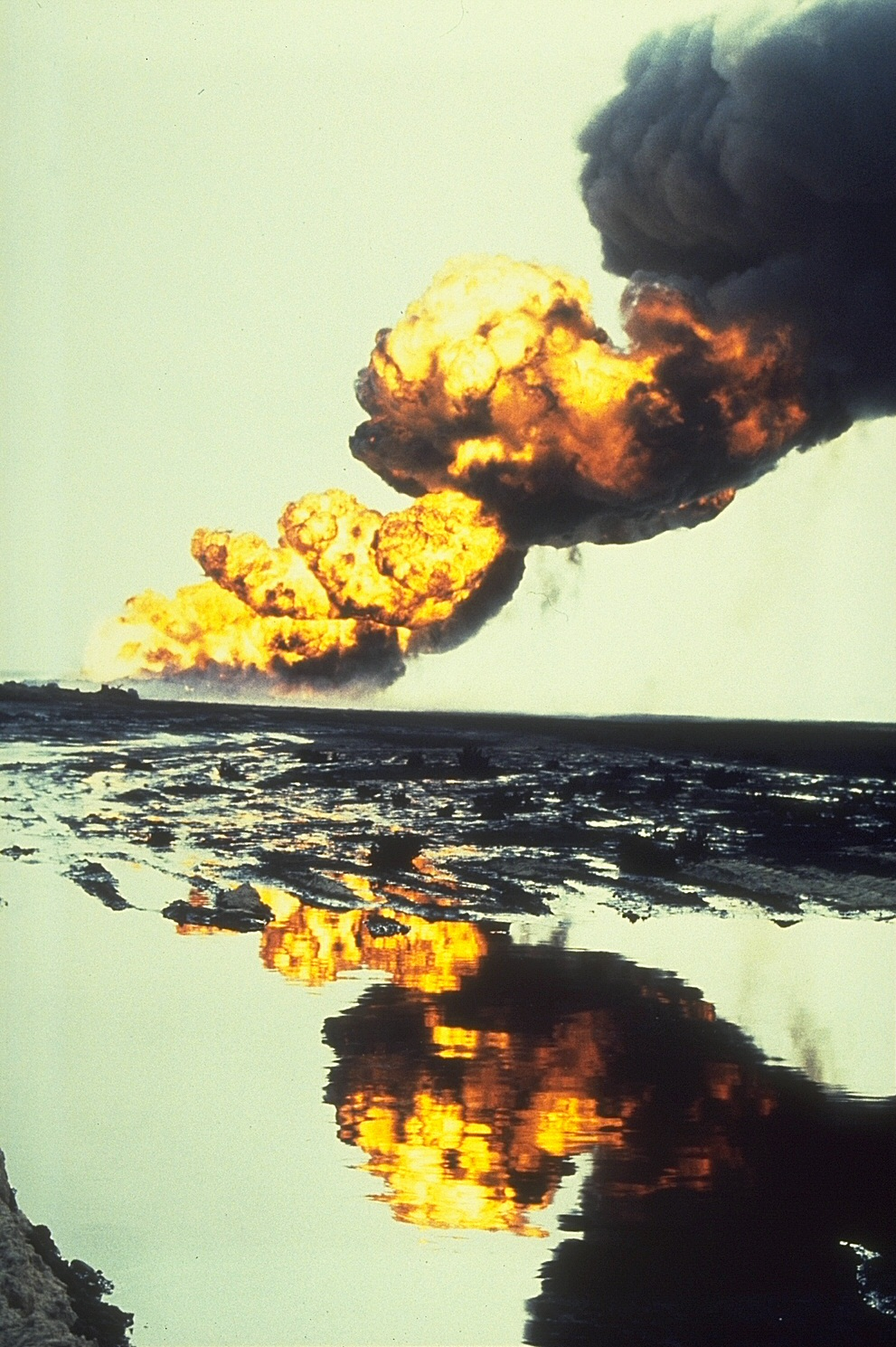
炎上し黒煙を上げる重油

湾岸戦争終結後、帰還した米兵約70万人のうちの5000人から8万人が、症状に差はあるものの、疲労感・痛み・記憶障害・倦怠感や関節痛などの症状を発症した。また癌や白血病、子供の先天性障害が多発したとの説もあるが、根拠となる明確なデータが明らかにはなっていない。原因としてイラクの生物・化学兵器や伝染病、殺虫剤、油田火災の黒煙などが挙げられていたものの、国防総省はイラクによる生物・化学兵器の使用を否定していた。しかし、その後の国連による調査で、イラク南部の兵器庫にサリンが貯蔵されていたことが判明した為、1996年に米兵が被曝した可能性を認めた。
神経ガスの防御用に強制投与された試薬や生物兵器用の予防接種、油田の火災や大量の石油流出による大規模環境汚染、米軍が戦車の砲弾や装甲材に大量使用した劣化ウランによる放射線被曝など、他にも様々な原因が挙げられた。
しかし、症状が上記のように、注意力低下や記憶障害、不眠、鬱、頭痛等の客観的に判断しにくいものが大半を占め、研究を難しくしている。

## 主な症状
- 記憶力、論理的思考力、集中力、注意力の低下
- 不眠
- うつ状態
- 疲労感
- 頭痛など

この他にもめまいや筋肉疲労、勃起障害などが挙げられる。

## 第二の湾岸戦争症候群
2003年のイラク戦争終戦後も、湾岸戦争症候群と類似した症状を訴える帰還兵が現れた。アメリカ政府は2009年に外傷性脳損傷の診断基準を変更。アフガニスタンでの被害も含め2001年から2009年10月まで約14万人が受傷したとの結果を出している。
中東に派遣された軍人の自殺や精神障害の多発が問題となっている。その後の調査では、中東に派遣されていない米軍予備兵も自殺率は同等であった。

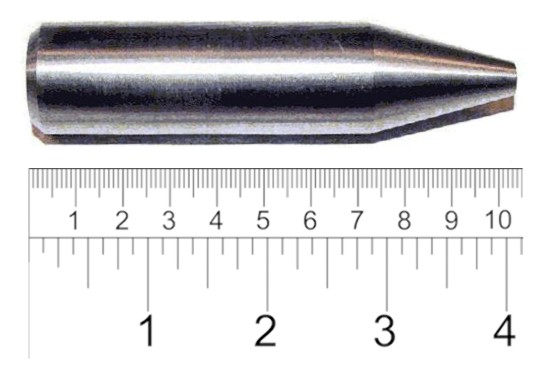
原因の一つとされた30mm口径の劣化ウラン弾

また、現地のイラク人にも癌や白血病、子供の先天性障害が増加し、第二の湾岸戦争症候群ではないかとされた。原因としてアメリカ軍が使用した劣化ウラン弾が挙げられた。